# Bréauté
Bréauté – miejscowość i gmina we Francji, w regionie Normandia, w departamencie Sekwana Nadmorska.
Według danych na rok 1990 gminę zamieszkiwały 1052 osoby, a gęstość zaludnienia wynosiła 76 osób/km² (wśród 1421 gmin Górnej Normandii Bréauté plasuje się na 217. miejscu pod względem liczby ludności, natomiast pod względem powierzchni na miejscu 177.).